# 尼崎スポーツの森
尼崎スポーツの森（あまがさきスポーツのもり）は、兵庫県尼崎市にある西日本最大の複合スポーツ施設。正式名称は「尼崎の森中央緑地スポーツ健康増進施設」。兵庫県で初めてPFI手法を導入した事業により建設・運営されている。

## 概要
兵庫県の都市公園・尼崎の森中央緑地の一角（面積約3.5ha）にある。県が構想する尼崎21世紀の森において中央緑地は「健康・文化の森」として位置付けられており、県民の健康増進および県内水泳競技の振興を目的としたプール施設と、より一層の健康増進などを図るため、屋外・屋内健康増進施設を併せて整備し運営している。

## 沿革
本施設は、兵庫県と民間出資によるSPC「あまがさき健康の森」が事業契約を結び、SPCがPFI法に基づき設計・建設した施設を県に引き渡し、事業期間を通して施設の維持管理および運営業務を行うBTO（Build-Transfer-Operate、PFIの一形態）方式が取られた。本方式による事業期間は、2003年（平成15年）12月23日より2023年（令和5年）3月31日までとなっている。

### 年表
- 2003年（平成15年）
  - 1月20日 - 兵庫県よりPFI事業による「尼崎の森中央緑地スポーツ健康増進施設整備事業」が公表される[3]
  - 9月16日 - 県が落札した事業者（近畿菱重興産・ヤマハ発動機グループ）と基本協定締結[3]
  - 12月22日 - 落札者出資によるSPC（あまがさき健康の森株式会社）と事業契約締結
- 2004年（平成16年）5月15日 - 施設工事着手[3]
- 2005年（平成17年） - 一般公募により、施設愛称が「尼崎スポーツの森」に決定する[4]
- 2006年（平成18年）
  - 5月20日 - 施設工事竣工[5]
  - 5月31日 - 尼崎スポーツの森がオープン（一般供用開始）[4]

### 主な開催イベント
- 2006年（平成18年）
  - 10月1日 - 6日：第61回国民体育大会（のじぎく兵庫国体）　※競泳およびアーティスティックスイミング会場として使用[6]
  - 10月14日 - 16日：第6回全国障害者スポーツ大会（のじぎく兵庫大会）　※水泳会場として使用[7]
- 2008年（平成20年）
  - 9月5日 - 7日：第84回日本選手権水泳競技大会水球競技・第25回全国女子水泳競技大会[8]
- 2013年（平成25年）
  - 8月3日 - 4日：第64回日本実業団水泳競技大会[9]

## 施設

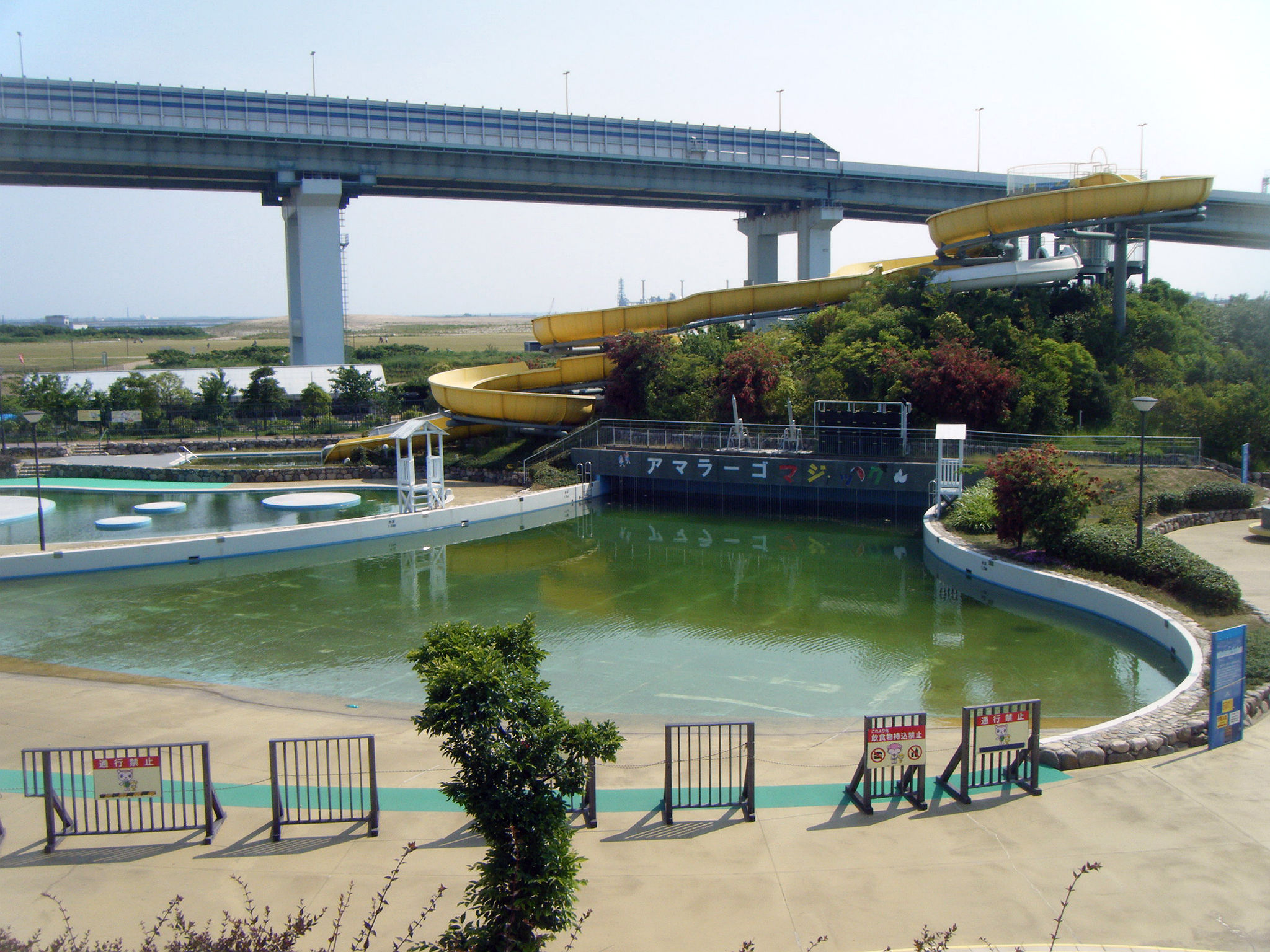
アマラーゴ（夏期営業）

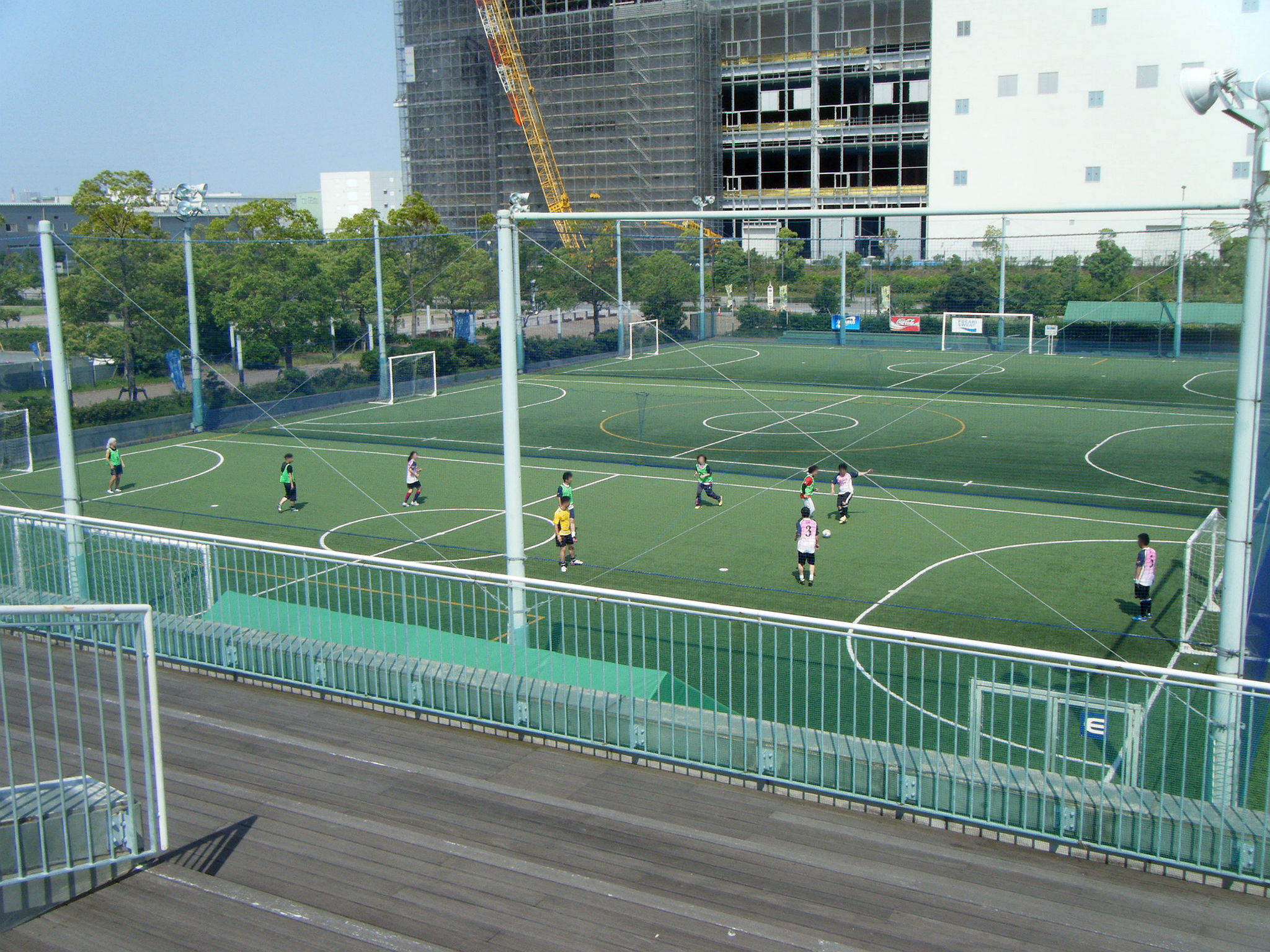
フットサルパーク

中央緑地の先行供用地区「はじまりの森」と隣接する場所に、屋内外プールやフィットネスを初めとする、スポーツ・レジャー施設が備わっている。

### 屋内施設
メインプール（はばタンアリーナ50）
50mx25m、水深0-3m（4分割可動床により調整可）。水泳フォームを測定・解析する「スイムストロークウォッチャー（SSW）」を西日本で初めて導入している。冬期には、アイススケートリンクとして使用される。

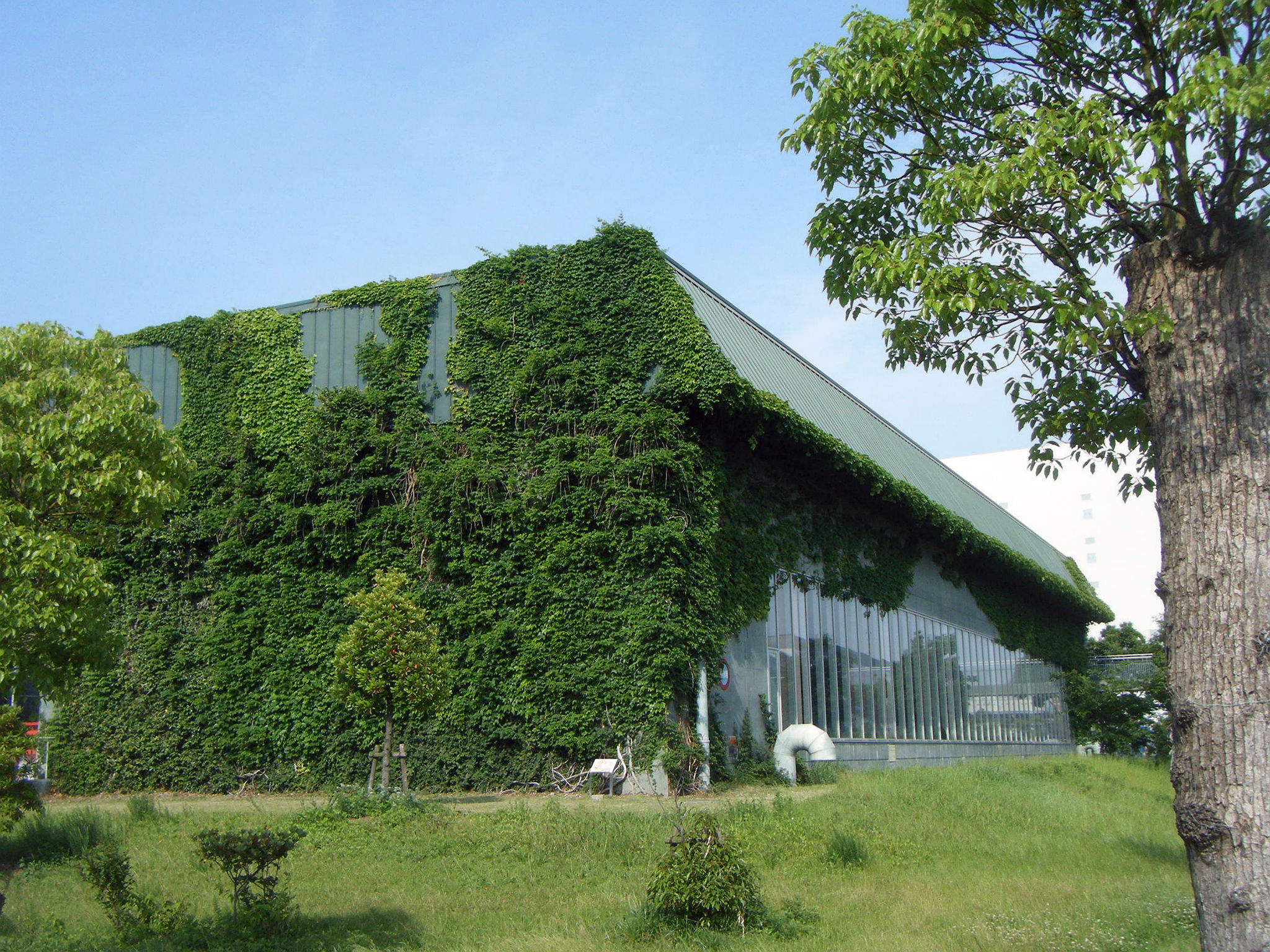
サブプール（はばタンアリーナ25）
25m×35m、水深0-3m（2分割可動床により調整可）。幅広となっており、最大14コースある。ジャグジーや子供用プールなども設けられている。
森のこども広場
ネット遊具等、子供が安全に遊べるスペースが設けられている。
フィットネス
マシンジム、エアロビクススタジオ等の設備があり、前述のプールと組み合わせたトレーニングが可能となっている。

### 屋外施設
ウォーターパーク（アマラーゴ）
2種類のスライダーと3種類のプールがある。夏期のみ営業。
フットサルパーク
FIFA公認の人工芝（イタリア製）3面、ピッチサイズ18m×36mのコートがある。
グラウンドゴルフ
天然芝・全16ホール。ウォーターパーク（アマラーゴ）営業期間中は閉園する。

## アクセス
- 阪神バス尼崎スポーツの森線[12]「尼崎スポーツの森」停留所下車　徒歩すぐ　※阪神出屋敷駅より運行（土日祝日のみ）
- 阪神バス尼崎市内線[13]「尼崎スポーツの森」停留所下車 徒歩1分　※「武庫川」バス停より運行（朝夕１往復のみ）
- 施設利用者のための無料シャトルバスがある。
- 駐車場あり、利用料無料。

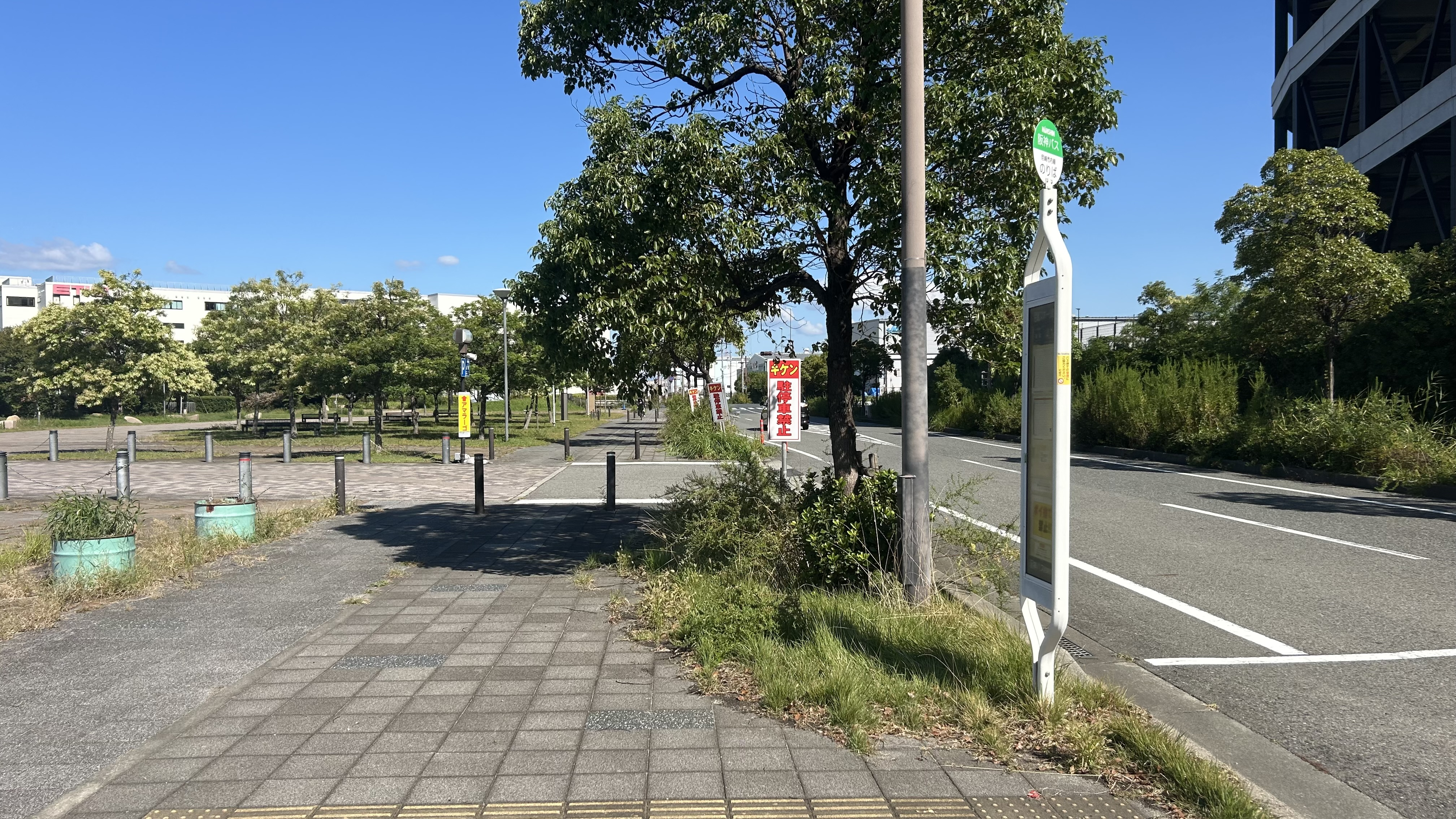
尼崎市内線
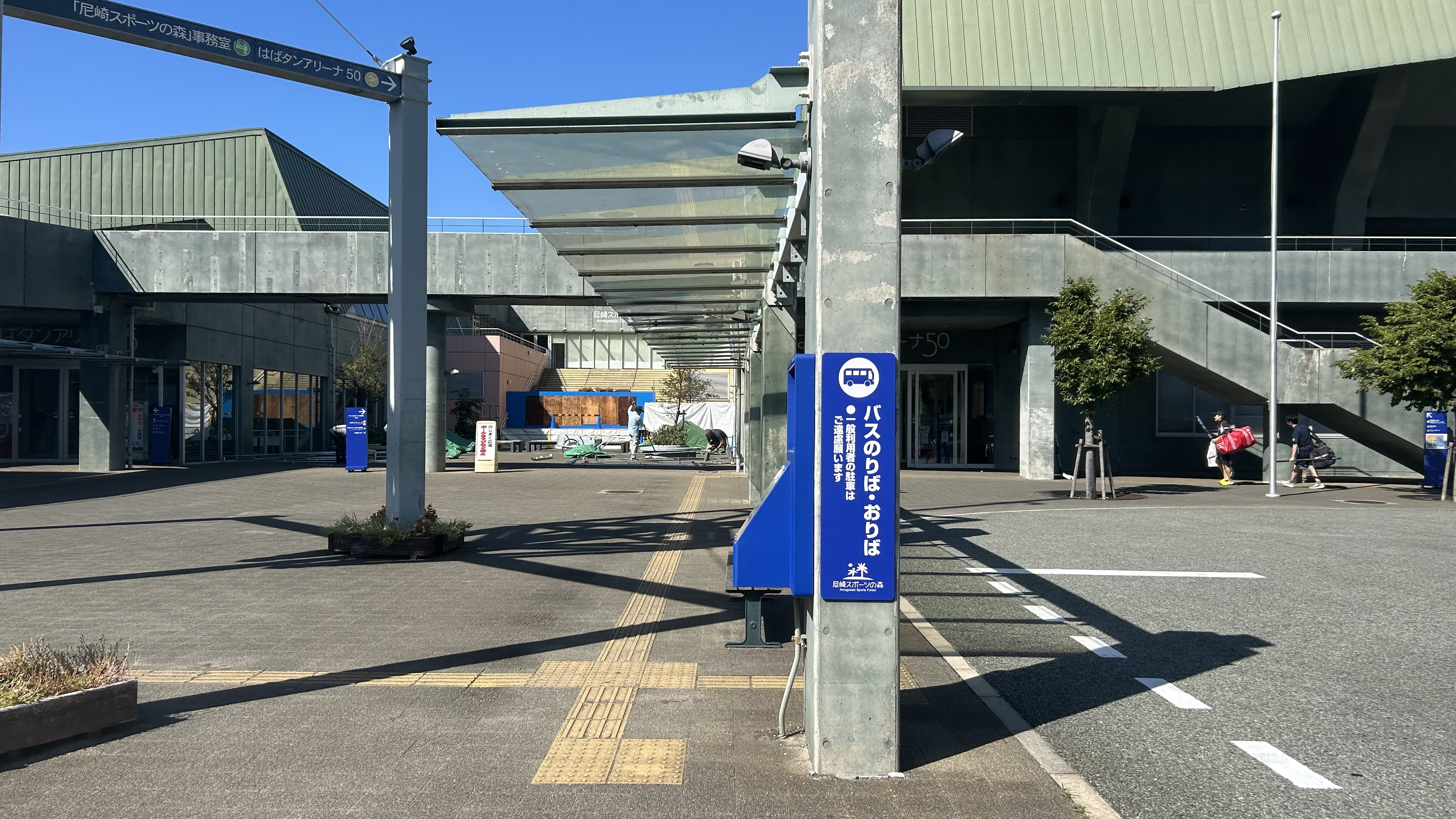
尼崎スポーツの森線